# Дандела
«Дандела» (англ. Dundela FC) — североирландский футбольный клуб из города Белфаст. С 1900 года команда играет на «Уилгар Парк».

## История
Дандела основана в 1895 году из сотрудников местного молокозавода, принадлежащего семье Агнью и членов клуба местных гончих собак. С 1900 года команда играет на «Уилгар Парк». Главным достижение клуба является победа в Кубке, когда 23 апреля 1955 года на крупнейшем стадионе страны Уиндзор Парк в Белфасте был разгромле со счетом 3:0 Гленавон. В сезоне 2006/07 команда сыграла 22 матча, из которых в 8 одержала победу, в 5 матчах была зафиксирована ничья и 9 раз команда терпела поражение, заработав 29 очков клуб смог опередить Харлэнд и Вульф Велдерс.

## Достижения
- Кубок Северной Ирландии
  - Обладатель: 1954/55
- Вторая лига
  - Победитель (10): 1967/68, 1981/82, 1985/86, 1987/88, 1989/90, 1990/91, 1991/92, 1993/94, 1999/00, 2000/01
- Межрегиональный кубок
  - Обладатель (10): 1946/47, 1954/55, 1965/66, 1974/75, 1983/84, 1988/89, 1992/93, 1998/99, 1999/2000, 2000/01